# دونی فن ده بیک
دونی فن ده بِیک (هلندی: Donny van de Beek؛ زادهٔ ۱۸ آوریل ۱۹۹۷) بازیکن فوتبال اهل هلند است که برای تیم ملی هلند و باشگاه ژیرونا بازی می‌کند.
او با نمایش‌های درخشان در پست هافبک میانی در فصل ۱۹–۲۰۱۸ همراه با تیم آژاکس پس از حذف رئال مادرید و یوونتوس در مرحله حذفی به نیمه‌نهایی لیگ قهرمانان اروپا رسیده و نامی در کلاس جهانی برای خود دست و پا کرد.
او در فصل فوتبالی ۲۲–۲۰۲۱ به مدت یک‌سال به باشگاه اورتون قرض داده شد و مجدداً به تیم منچستر یونایتد بازگشت.

## باشگاهی
از باشگاه‌هایی که در آن بازی کرده‌است می‌توان به آژاکس اشاره کرد.
او در تاریخ ۳۱ اوت ۲۰۲۰ به منچستر یونایتد پیوست.

## امار حرفه ای
| عملکرد    | عملکرد   | عملکرد    | لیگ  | لیگ | جام  | جام | قاره‌ای | قاره‌ای | دیگر | دیگر | مجموع | مجموع |
| فصل       | باشگاه   | لیگ       | بازی | گل  | بازی | گل  | بازی   | گل     | بازی | گل   | بازی  | گل    |
| --------- | -------- | --------- | ---- | --- | ---- | --- | ------ | ------ | ---- | ---- | ----- | ----- |
| ۲۰۱۳–۲۰۱۴ | آژاکس بی |           | ۶    | ۰   | ۰    | ۰   | ۰      | ۰      | ۰    | ۰    | ۶     | ۰     |
| ۲۰۱۴–۲۰۱۵ | آژاکس بی | ۱۳        | ۲    | ۱۳  | ۰    | ۰   | ۰      | ۰      | ۰    | ۰    | ۲     |       |
| ۲۰۱۵–۲۰۱۶ | آژاکس بی | ۱۶        | ۶    | ۱۶  | ۰    | ۰   | ۰      | ۰      | ۰    | ۰    | ۶     |       |
| جمع       | جمع      | جمع       | ۳۵   | ۸   | ۰    | ۰   | ۰      | ۰      | ۰    | ۰    | ۳۵    | ۸     |
| ۲۰۱۵–۲۰۱۶ | آژاکس    | اردیویسیه | ۸    | ۰   | ۰    | ۰   | ۲      | ۱      | ۰    | ۰    | ۱۰    | ۱     |
| ۲۰۱۶–۲۰۱۷ | آژاکس    | اردیویسیه | ۱۹   | ۰   | ۲    | ۰   | ۱۱     | ۰      | ۰    | ۰    | ۳۲    | ۰     |
| ۲۰۱۷–۲۰۱۸ | آژاکس    | اردیویسیه | ۳۴   | ۱۱  | ۱    | ۰   | ۴      | ۲      | ۰    | ۰    | ۳۹    | ۱۳    |
| ۲۰۱۸–۲۰۱۹ | آژاکس    | اردیویسیه | ۳۴   | ۹   | ۵    | ۴   | ۱۸     | ۴      | ۰    | ۰    | ۵۶    | ۱۷    |
| ۲۰۱۹–۲۰۲۰ | آژاکس    | اردیویسیه | ۱۶   | ۶   | ۱    | ۰   | ۸      | ۲      | ۰    | ۰    | ۲۴    | ۸     |
| جمع       | جمع      | جمع       | ۱۱۱  | ۲۶  | ۹    | ۴   | ۴۲     | ۹      | ۱    | ۰    | ۱۶۲   | ۳۹    |
| مجموع     | مجموع    | مجموع     | ۱۴۶  | ۳۴  | ۹    | ۴   | ۴۲     | ۹      | ۱    | ۰    | ۱۹۷   | ۴۷    |

## افتخارات
- لیگ برتر فوتبال هلند: ۲۰۱۸–۲۰۱۹
- جام حذفی فوتبال هلند:۲۰۱۸–۲۰۱۹
- سوپر جام فوتبال هلند: ۲۰۱۸